# Barraques. L'altra ciutat
Barraques. L'altra ciutat és un documental que va emetre TV3 el diumenge, 5 d'abril de 2009, en el marc de l'espai 30 minuts. En ell es parla d'aquest fenomen, les barraques i el barraquisme, que esdevingué una crua realitat de discriminació econòmica i social que afectà, només a Barcelona, a unes 100.000 persones en el decurs del segle xx. El fenomen del barraquisme es perllongà gairebé fins als Jocs Olímpics de Barcelona'92.
Barraques, l'altra ciutat va rebre El Premi de Civisme que atorga el Departament de Governació de la Generalitat de Catalunya. Els periodistes encarregats de documentar aquest reportatge, Sara Grimal i Alonso Carnicer han fet arribar a l'Ajuntament de Barcelona la demanda que es recordin els barris de barraques que van existir a Barcelona al llarg de tants anys.